# Дюкян
Дюкян (на турски: dükkân) е турска дума, която означава малък магазин за различни стоки. Често от дюкяна се предлагат и услуги от специализирана занаятчийска работилница за ремонт или нови изделия към него. Тази форма на търговия вече не е популярна и практически не се провежда от първата половина на ХХ век. Дюкянчета са съхранени като атракция от времето на възраждането като Самоводската чаршия във Велико Търново, архитектурно-етнографски комплекс „Етъра“ край Габрово и на други места в страната.